# Lovejoy
Lovejoy é uma cidade localizada no estado americano de Geórgia, no Condado de Clayton.

## Demografia
Segundo o censo americano de 2000, a sua população era de 2495 habitantes.
Em 2006, foi estimada uma população de 2465, um decréscimo de 30 (-1.2%).

## Geografia
De acordo com o United States Census Bureau tem uma área de 6,1 km², dos quais 6,1 km² cobertos por terra e 0,0 km² cobertos por água.

## Localidades na vizinhança
O diagrama seguinte representa as localidades num raio de 12 km ao redor de Lovejoy.